# 乔治·皮卡尔
乔治·皮卡尔 （法語：Georges Picquart，1854年9月6日—1914年1月19日），法国陆军将领、战争部部长。他在著名的德雷福斯事件中充当了主要的角色。

## 生平經歷

### 早年
皮卡尔出生于斯特拉斯堡。他在1872年以第五名的成绩从圣西尔特种军事学院毕业从而开始了他的军事生涯。皮卡尔先在国内担任步兵军官不久又前往法属印度支那服役。其后他进入参谋学院进修深造，在班级获得第二名的成绩。之后成为战争学院的讲师，培养了一批优秀的参谋将校其中就包括阿尔弗雷德·德雷福斯。

### 卷入德雷福斯事件

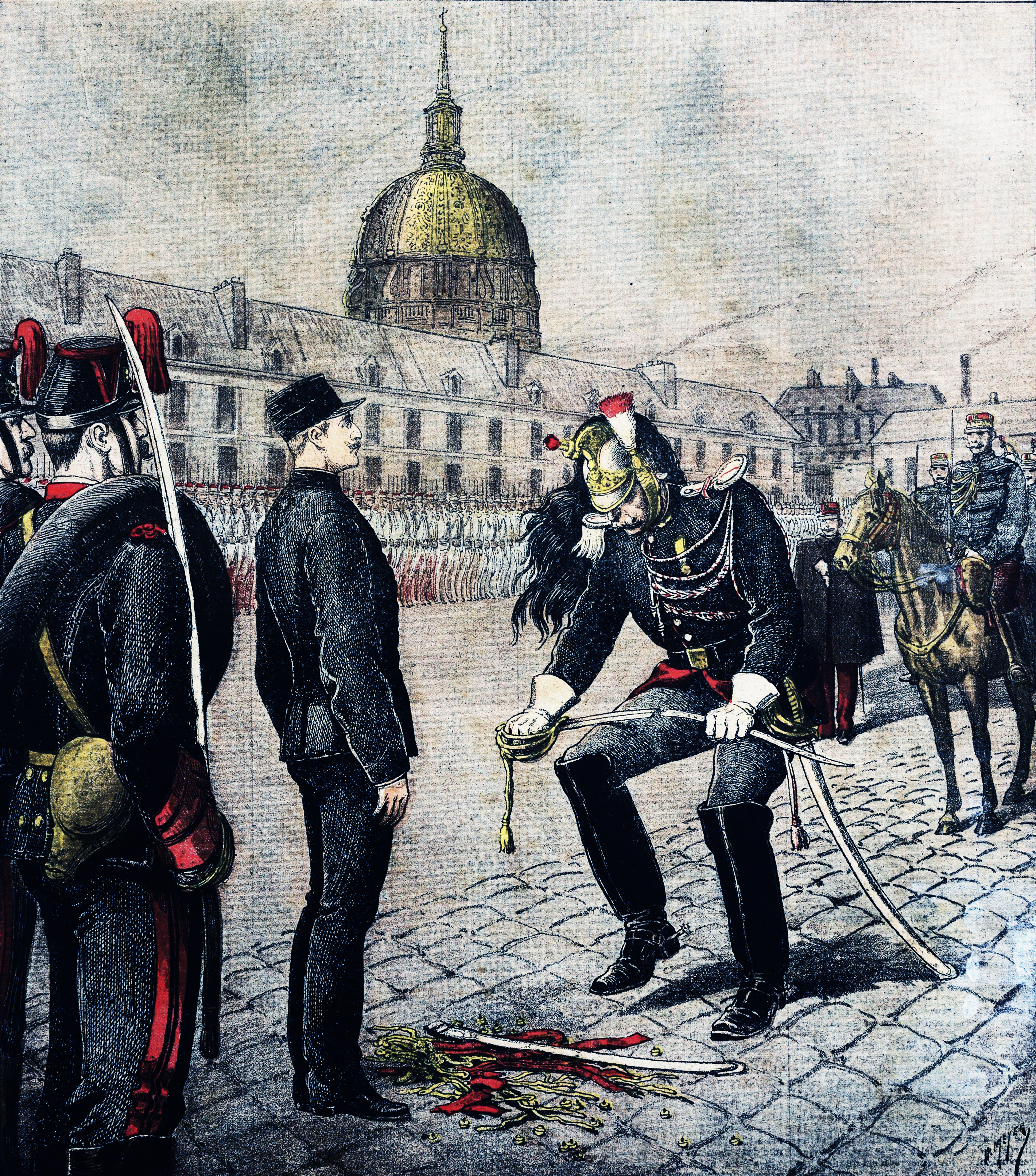
1895年1月13日法国《Le Petit Journal》副刊画报登载剥夺德雷福斯军衔的插图

皮卡尔在结束军校讲师的工作后回到巴黎，转任陆军总参谋部成为一名参谋军官，随后他被任命为审理“德雷福斯案件”的军事法庭书记员。1896年4月6日，皮卡尔晋升为中校。1895年他被战争部长奥古斯特·梅西耶将军任命为负责搜集情报与反间谍的总参谋部第二局局长。次年皮卡尔在工作中偶然发现用来给阿尔弗雷德·德雷福斯上尉定罪的备忘录实际上是费迪南·沃尔辛·埃斯特哈齐少校为了掩盖自己的间谍罪行而所制作的伪证。皮卡尔针对此事向上层反映，而多位高级将领却警告他就此作罢，然而皮卡尔仍选择继续调查。在调查期间他的工作不时受到以休伯特-约瑟夫·亨利少校为首的下属军官的阻挠。其后不久皮卡尔就被解除了在军事情报局的领导职务，并于1896年12月被外放到法属北非执行任务，负责指挥驻扎在法属突尼斯苏塞的突尼斯第四步兵团。

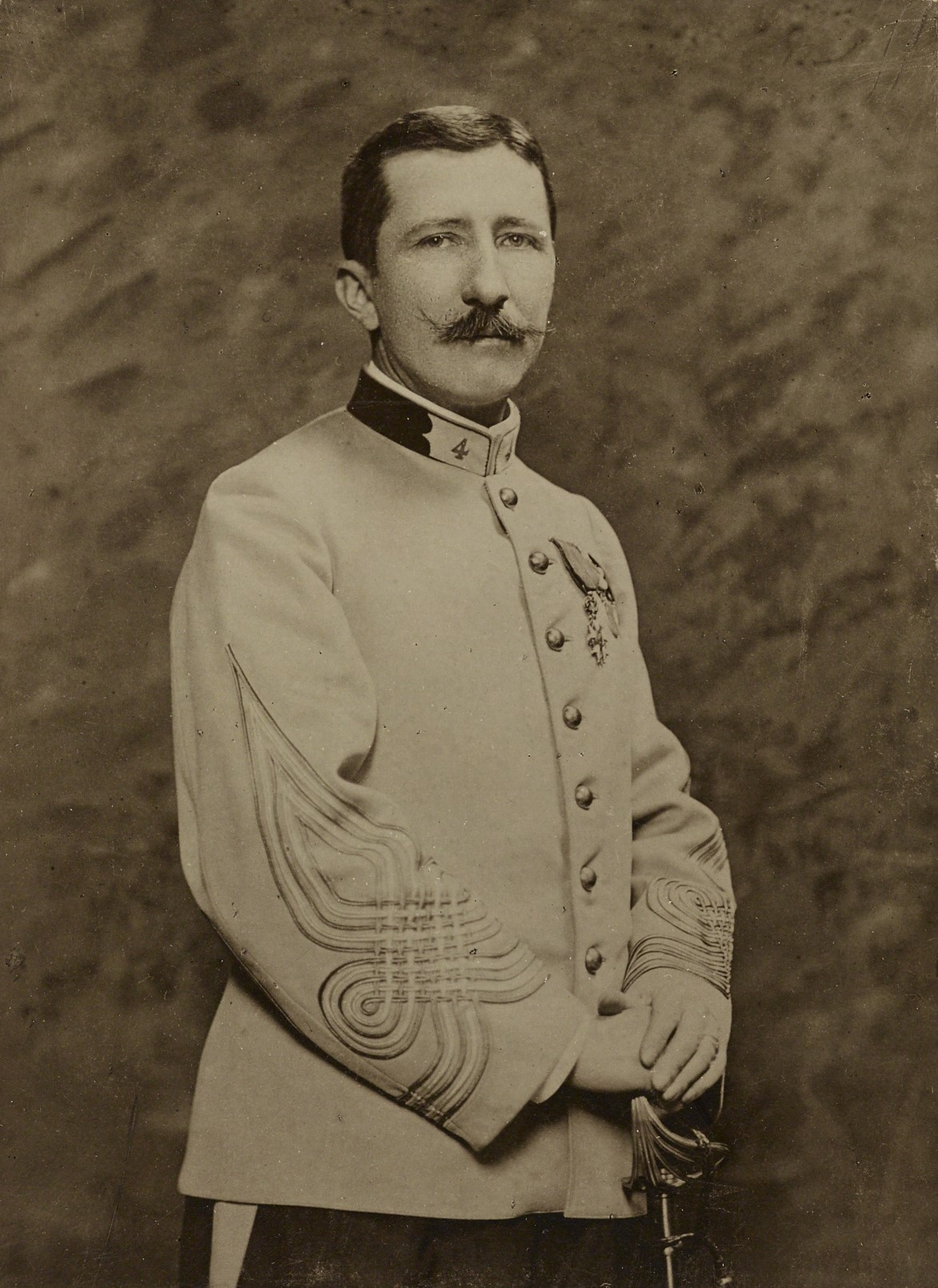
担任突尼斯第四步兵团指挥官的皮卡尔中校

之后由于法国知名小说家埃米尔·左拉于1898年在《震旦报 (文学报)》发表公开信《我控诉！》而受到审判，牵涉其中的皮卡尔同时也遭到指控，以伪造文件罪被捕并等候军事法庭的审判。当时法国最高上诉法院正在重审德雷福斯案，在举行完第二次军事法庭审判之后，皮卡尔辞去了他在军队的职务。幸运的是1906年德雷福斯在各界瞩目下终于被宣布无罪，这也免除了皮卡尔莫须有的罪名，皮卡尔在法国国民议会的一项法案下被晋升为准将。这也是议会对他多年来致力于德雷福斯案件的平反从而耽误了晋升的补偿。

### 随后的生涯
1906年，皮卡尔被乔治·克列孟梭任命为他内阁的战争部长，由1906年10月25日任职至1909年7月24日。克列孟梭内阁倒台后皮卡尔恢复陆军部队指挥官的身份重返军队服役，在军旅生涯之余他也是一位钢琴爱好者。1914年1月19日，皮卡尔在骑马过程中坠马而受重伤，旋即在亚眠逝世，享年59岁。